# Ilisia venusta venusta
Ilisia venusta là một phân loài ruồi của loài Ilisia venusta trong họ Limoniidae. Chúng phân bố ở miền Tân bắc.